# مقاطعة غريغز (داكوتا الشمالية)
غريغز (بالإنجليزية: Griggs)‏ هي إحدى مقاطعات ولاية داكوتا الشمالية في الولايات المتحدة الأمريكية.